# キリスト集会
キリスト集会（キリストしゅうかい：Brethren）はプロテスタントの一教派。「教会」と訳されているギリシャ語の「エクレシア」（εκκλησία）の意味が本来「集まり、集会」という意味であることや、「イエス・キリストの御名のもとに集う、ただの集まりである」という立場を重要視することから、自らの集まりを「教会」と呼ばずに「集会」と称している信者たちのグループである。
なお、日本において一般に「キリスト集会」という団体名を称するのは、ブレザレン系の集まりが多い（ただし無教会主義の団体において「集会」と称するところが存在するので区別する必要はある）。一方、「ブレザレン」という同じ言葉を使っていても、それはプリマス・ブレザレンの意味であり、「キリスト集会（ブレザレン）」と、アナバプテストのブレザレン教会、メノナイト・ブレザレン教会との直接的な関連はない。

## 沿革
18世紀以降、イギリス、アメリカ、カナダ、アフリカなど世界各地で興った信仰復興（リバイバル）に端を発する、教派という枠に縛られない無教派的な運動が、個人間および組織間にて共鳴・反発し合いながら、おおまかな一教派として外部から評価されるまでの規模に広がったことにより、世界的に団体としての枠組みが形成されていった。しかしながら、後述のとおり歴史的に見てその教派形成は複雑であり、教義的にも「キリスト集会」としての統一性があまりない。日本でも「キリスト集会（ブレザレン）」と称していても、各グループ（あるいはその集団のリーダー）によって「集会」の捉え方が異なるのが現状であり、それぞれが正統を名乗っている。
運動初期からの特徴として、聖職者制度を基本的に認めていないことが挙げられる。宣教師、伝道者、指導者などの立場に関わらず、すべての男性のクリスチャンを「兄弟」、女性のクリスチャンを「姉妹」と呼ぶことから、他教派より「brethren（ブレズレン、ブレザレン、ブラザレン）」と呼ばれた。なお、日本の一部の団体では、この「ブレザレン」という表現自体を嫌って避けるものも存在する。また一部の集会・組織においてはプリマス・ブレザレンの影響を直接あるいは間接的に受けていることから、プリマス・ブレザレンとの関係に言及されることもある。
日本において戦前より宣教活動していたものとしては、東京と大阪にあるいくつかの集会、そのほかプリマス・ブレザレンの伝道者ハーバード・ブランドが実質的指導者として興したキリスト同信会がある。戦前の宗教団体法により、日本国内では「日本基督教団」「日本天主公教団」の二つにほとんどの教派が統合されていったが、ほとんどの集会は組織統合を拒むことを選択し、国家神道への反発も強めたために弾圧された。当時の日本で逮捕されたクリスチャンは3,000人ほどであり、ホーリネス派の信者、無教会派の信者と合わせ、キリスト集会に属する信者も一定数を占めていた。逮捕がなされたあと、内村鑑三の無教会主義派クリスチャンとは異なる一群であることが取り調べの中で判明したため、この当時の司法当局は最終的に「無宗派クリスチャン」という名称を用いている。なおブレザレン系の団体としては例外的に、キリスト同信会は1941年11月に日本基督教団への加入を決めて統合された（戦後、1947年に日本基督教団から離脱）。
戦後の集会の沿革については、会派の活動自体が非組織的な特色（教団や中枢本部を置くことを強く拒否する）を有していること、宣教師の国籍がアメリカ、カナダ、ドイツ、イギリス、アイルランド、ニュージーランドと英語圏を中心に多数の国や地域に跨がっていることなどから、日本で沿革を遡るのは困難であるが、一部の集会間での交流は存在しており、現在に至っている。

## 特徴

### 教理等の概略
「キリスト集会（ブレザレン）」の教理はグループや派閥、伝道者ひとりひとりによって大きく異なる場合があり、個々の集会の自治を重んずるため、神学において統一した見解を持ち合わせているわけではない。特に一部の団体においては、プリマス・ブレザレンが1848年に内部分裂した出来事に由来する、オープン・ブレザレン派とエクスクルーシブ・ブレザレン派との教理の違いが現代まで尾を引いており、以下2派のうち、どちらの考え方を採用しているかによって、各集会運営のあり方そのものが左右される現状にある。
- オープン・ブレザレン - 他の教派に対して穏健な態度を取り、信徒の交流も積極的に行なっているグループ。

- エクスクルーシブ・ブレザレン - 教義理解を共有できるグループ以外とは、ブレザレン同士であっても一切宗教上の交流を持たない、排他的な性格を持つグループ。

前述のとおり、キリスト集会では基本的に聖職者の存在を認めない傾向が強いが、実際には牧師的な立場の者が存在している団体もある。また、神よりも人間が集会の中心となることを危険視して牧師制度を否定する一方、会衆制のような民主的な総会などは持たずに、長老の監督権力だけが強く出てしまっている団体もある。さらに、このような集会間のあり方・教理の違いがもとで、自らの集会のみが正統であるとして、他集会を蔑んだり、世の中に存在する他教派の教会をまとめて異端とみなしたりする傾向も一部の団体（特にエクスクルーシブ派）には存在する。
なお、キリスト集会の信徒たちの多くは、聖書の教えは一般の学問とは違うとの立場から、神学や教理等の言葉を安易に使用することを避ける傾向にある。神学校等での学習自体も、聖書にそのような記述がないことを理由に、積極的には認めていない。しかし、三位一体の教義はもちろんのこと、プロテスタント信仰の根本である、「信仰義認」・「聖書のみ」・「万人祭司」の原理も厳格に保持しており、正統的な福音主義のキリスト教として一般に認められている。ただし一部の団体の特色として、ディスペンセーション主義に基づく時代区分を歴史観に適用したり、終末論における携挙の捉え方において患難前携挙説を強く主張するなど、他教会・他集会との線引きを明確にする集会も存在する。だが、他のプロテスタント諸教派との違いを強調する集会であっても、聖書は福音派と同じものを使用しており、独自の聖書翻訳はしていない。翻訳上、キリスト集会としてふさわしくないとされている部分に関しては、読み替えて使用している場合もある（例：「教会→集会」、「牧師→牧者」、「教師→教者」等）。

### 礼拝の形式
毎週日曜日に集会所に集まり、聖餐式（この聖餐式を中心とした礼拝を聖書の記述のまま「パン裂き」と呼ぶキリスト集会もある）を行っている。礼拝プログラムは明確な形では存在しておらず、自由に賛美歌がリクエストされたり、祈りや、聖書朗読、説教がなされたりする。なお、一部の集会では、信徒と信徒以外の者との区別を明確にしたり、新約聖書に楽器を使用して賛美歌を唄ったという記述がないという理由で楽器を使用せずにアカペラで歌うところがあったりするように、礼拝においても集会それぞれのスタンスが細かな点で異なっており、概略を解説すべき本項で詳細を全て述べることは難しい。